# ヨルグ・ザンダー
ヨルグ・ザンダー（Jörg Zander、1964年2月15日 - ）は、ドイツ出身のレーシングカーエンジニア。

## 経歴
ケルン大学で機械工学を学び、1990年に卒業するとトヨタ・チーム・ヨーロッパ（TTE）に所属し、1990年から1995年にかけ世界ラリー選手権（WRC）のプロジェクトエンジニアを務めた。
その後、1996年から1997年にかけて一時トヨタを離脱してオペルのエンジニアとして国際ツーリングカー選手権（ITC）を戦ったが、程なくトヨタに復帰し、トヨタのF1参戦計画に携わり、車体部門のチーフエンジニアとして1998年、1999年にはル・マン24時間レース参戦に向けトヨタ・GT-One開発に関わり、以後はトヨタF1チームのサスペンション・油圧系のチーフエンジニアを務め、同チームのF1デビュー年である2002年まで所属した。
2002年にレイナード系エンジニアがまとめて姿を消して、ホンダのエンジニアも混在してジェフ・ウイリスの統率下にR&Dを進めるというスタイルに組織変更されたB・A・Rチームに、2003年に移籍し、トランスミッション（変速機）部門のチーフとなり、ホンダ栃木とのコラボレーションで「シームレス・ギアボックス」とも俗称される変速機構(クイックシフト ギアボックス)を開発、安定化させた。F1の技術規則で禁止されているシームレスの無段変速機ではなく、変速のタイムラグを著しく短縮し、ラップタイムを大幅に短縮できる逸品であり、2003年度中には既に完成域に到達し、BAR 006では他車へのアドバンテージを発揮し、「シーズン未勝利でコンストラクターズ2位」を獲得した。
2002年5月にTWRアロウズから合流したケビン・テイラーがギアボックスのコンポジットケーシングの担当をした。
開発を終えたその後、2005年9月にはウィリアムズに移籍し、ギャビン・フィッシャーに代わってチーフデザイナーの地位に就き、わずか半年後の2006年3月にはチームから離脱。ウィリアムズからの離脱について、その理由は「個人的な事情によるもの」とウィリアムズチーム側から公表されたが、離脱から間もない4月25日、BMWザウバーチームから、同チームのチーフデザイナーとしてザンダーと契約を結んだことが発表され、同年6月1日にはBMWザウバーチームの本拠があるスイスに職場を移したが、2007年にB・A・Rの後身であるホンダに出戻りというような形になった。
ホンダのF1撤退に伴いチームはブラウンGPと名称を変えたが、テクニカルディレクター代理として引き続き在籍していた。2009年6月19日でチームを離脱、ザンダーの後任や理由などは不明。
2011年9月、ジェフ・ウィリスに代わってHRTのテクニカルディレクターに就任した。しかし、その1ヶ月後にチームはテクニカルディレクターにジャッキー・エッケラートを起用した為チームを離脱することになった。
2015年からアウディの技術部門責任者(CTO)を務めたが、翌2016年をもってWECを撤退したため離脱した。
2017年からザウバーのテクニカルディレクターを務めるが、翌年に離脱。